# José Casas Sansolí
José Casas Sansolí (Sabadell, España, 6 de noviembre de 1921 — 22 de diciembre de 1999) fue un futbolista español que se desempeñaba como defensa. Disputó 115 partidos en Primera División de España con el Real Club Deportivo Espanyol.

## Clubes
| Club             | País   | Año       |
| ---------------- | ------ | --------- |
| U. D. San Martín | España | 1941-1942 |
| R. C. D. Español | España | 1941-1943 |
| S. D. Ceuta      | España | 1943-1944 |
| R. C. D. Español | España | 1944-1951 |
| U. D. Melilla    | España | 1951-1952 |
| C. D. San Andrés | España | 1952-1953 |